# Danio muongthanhensis
Danio muongthanhensis är en fiskart som beskrevs av Nguyen 2001. Danio muongthanhensis ingår i släktet Danio och familjen karpfiskar. Inga underarter finns listade i Catalogue of Life.
Arten förekommer i Vietnam.